# Фоксі Кетевоама
Фоксі Кетевоама (фр. Foxi Kéthévoama, нар. 30 травня 1986, Бангі) — центральноафриканський футболіст, півзахисник клубу «Астана» та національної збірної ЦАР.

## Клубна кар'єра
У дорослому футболі дебютував 2002 року виступами за «Дербакі», в якій провів два сезони.
2004 року перебрався до Габону, де провів один сезон у «Стад д'Акебе», після чого став гравцем іншого клуба «105 Лібревіль», де забив у 15 матчах 15 голів. З ним у 2006 році став срібним призером чемпіонату Габону та фіналістом Кубка Габону.
Того ж року перебрався до Європи, ставши гравцем угорського «Діошдьйора», де за сезон забив 8 голів за 23 матчі. 2007 року перебрався в «Уйпешт», де за 3 сезони провів 75 ігор і забив 13 м'ячів і у 2009 році став віце-чемпіоном Угорщини.
Влітку 2010 року став гравцем «Кечкемета», в якому футболіст провів в загальній сумі 44 ігор і забив 11 голів і в першому ж сезоні став володарем кубка Угорщини.
2012 року перебрався на правах оренди в «Астану» з Казахстану, якій того ж року допоміг стати володарем кубка Казахстану. По завершенні сезону клуб викупив контракт африканця. В сезоні 2014 року Кетевоама, забивши 16 голів в 25 матчах, став найкращим бомбардиром чемпіонату і допоміг «Астані» вперше в своїй історії стати чемпіоном Казахстану. Наразі встиг відіграти за команду з Астани 77 матчів в національному чемпіонаті.

## Виступи за збірну
2002 року дебютував в офіційних матчах у складі національної збірної ЦАР у віці 16 років. Наразі провів у формі головної команди країни 18 матчів, забивши 3 голи.
| Дата       | Місто       | Господарі                        | Результат | Гості                            | Турнір                                  | Голи | Примітки |
| ---------- | ----------- | -------------------------------- | --------- | -------------------------------- | --------------------------------------- | ---- | -------- |
| 03-02-2005 | Лібревіль   | Габон                            | 4 – 0     | Центральноафриканська Республіка | Кубок CEMAC                             | -    |          |
| 05-09-2010 | Рабат       | Марокко                          | 0 – 0     | Центральноафриканська Республіка | Відбір до Кубка африканських націй 2012 | -    |          |
| 10-10-2010 | Бангі       | Центральноафриканська Республіка | 2 – 0     | Алжир                            | Відбір до Кубка африканських націй 2012 | -    |          |
| 26-03-2011 | Додома      | Танзанія                         | 2 – 1     | Центральноафриканська Республіка | Відбір до Кубка африканських націй 2012 | -    |          |
| 10-08-2011 | Аттард      | Мальта                           | 2 – 1     | Центральноафриканська Республіка | товариський матч                        | -    |          |
| 09-10-2011 | Алжир       | Алжир                            | 2 – 0     | Центральноафриканська Республіка | Відбір до Кубка африканських націй 2012 | -    |          |
| 02-06-2012 | Бангі       | Центральноафриканська Республіка | 2 – 0     | Ботсвана                         | Відбір до ЧС 2014                       | 2    |          |
| 10-06-2012 | Аддис-Абеба | Ефіопія                          | 2 – 0     | Центральноафриканська Республіка | Відбір до ЧС 2014                       | -    |          |
| 15-06-2012 | Алессандрія | Єгипет                           | 2 – 3     | Центральноафриканська Республіка | Відбір до Кубка африканських націй 2013 | -    |          |
| 30-06-2012 | Бангі       | Центральноафриканська Республіка | 1 – 1     | Єгипет                           | Відбір до Кубка африканських націй 2013 | 1    |          |
| 08-09-2012 | Бангі       | Центральноафриканська Республіка | 1 – 0     | Буркіна-Фасо                     | Відбір до Кубка африканських націй 2013 | -    |          |
| 14-10-2012 | Уагадугу    | Буркіна-Фасо                     | 3 – 1     | Центральноафриканська Республіка | Відбір до Кубка африканських націй 2013 | -    |          |
| 23-03-2013 | Кейптаун    | ПАР                              | 2 – 0     | Центральноафриканська Республіка | Відбір до ЧС 2014                       | -    |          |
| 08-06-2013 | Яунде       | Центральноафриканська Республіка | 0 – 3     | ПАР                              | Відбір до ЧС 2014                       | -    |          |
| 15-06-2013 | Лобаце      | Ботсвана                         | 3 – 2     | Центральноафриканська Республіка | Відбір до ЧС 2014                       | -    |          |
| 07-09-2013 | Браззавіль  | Центральноафриканська Республіка | 1 – 2     | Ефіопія                          | Відбір до ЧС 2014                       | -    |          |
| Усього     |             | Матчів                           | 18        |                                  | Голів                                   | 3    |          |

## Досягнення
- Срібний призер чемпіонату Габону: 2006
- Фіналіст Кубка Габону: 2006
- Срібний призер чемпіонату Угорщини: 2008/09
- Володар Кубка Угорщини: 2010/11
- Фіналіст Суперкубка Угорщини: 2011
- Володар Кубка Казахстану: 2012
- Володар Суперкубка Казахстану: 2015
- Чемпіон Казахстану: 2014, 2015

### Індивідуальні
- Увійшов до списку 33-х найкращих футболістів Казахстану під № 2: 2012
- Увійшов до символічної збірної легіонерів Прем'єр-Ліги за версією «Про-Спорт»: 2012
- 8-е місце в списку найкращих асистентів Прем'єр-Ліги: 2012
- 4-е місце в списку найкращих бомбардирів Кубка Казахстану за системою «гол + пас»: 2012
- Увійшов до символічної збірну легіонерів Прем'єр-Ліги за версією sports.kz: 2013
- Найкращий півзахисник Прем'єр-Ліги за версією sportinfo.kz: 2013
- Увійшов до символічної збірної легіонерів Прем'єр-Ліги за версією sportinfo.kz: 2013[1]
- Найкращим бомбардиром чемпіонату Казахстану: 2014